# Monument aux héros de Varsovie
Le Monument aux héros de Varsovie est un monument situé Aleja Solidarności, à Varsovie. 

## Sources
- (pl) Cet article est partiellement ou en totalité issu de l’article de Wikipédia en polonais intitulé « Pomnik Bohaterów Warszawy » (voir la liste des auteurs).

- (en) Cet article est partiellement ou en totalité issu de l’article de Wikipédia en anglais intitulé « Monument to the Heroes of Warsaw » (voir la liste des auteurs).

}